# Comité Organizador de los Juegos Olímpicos y Paralímpicos de Londres 2012

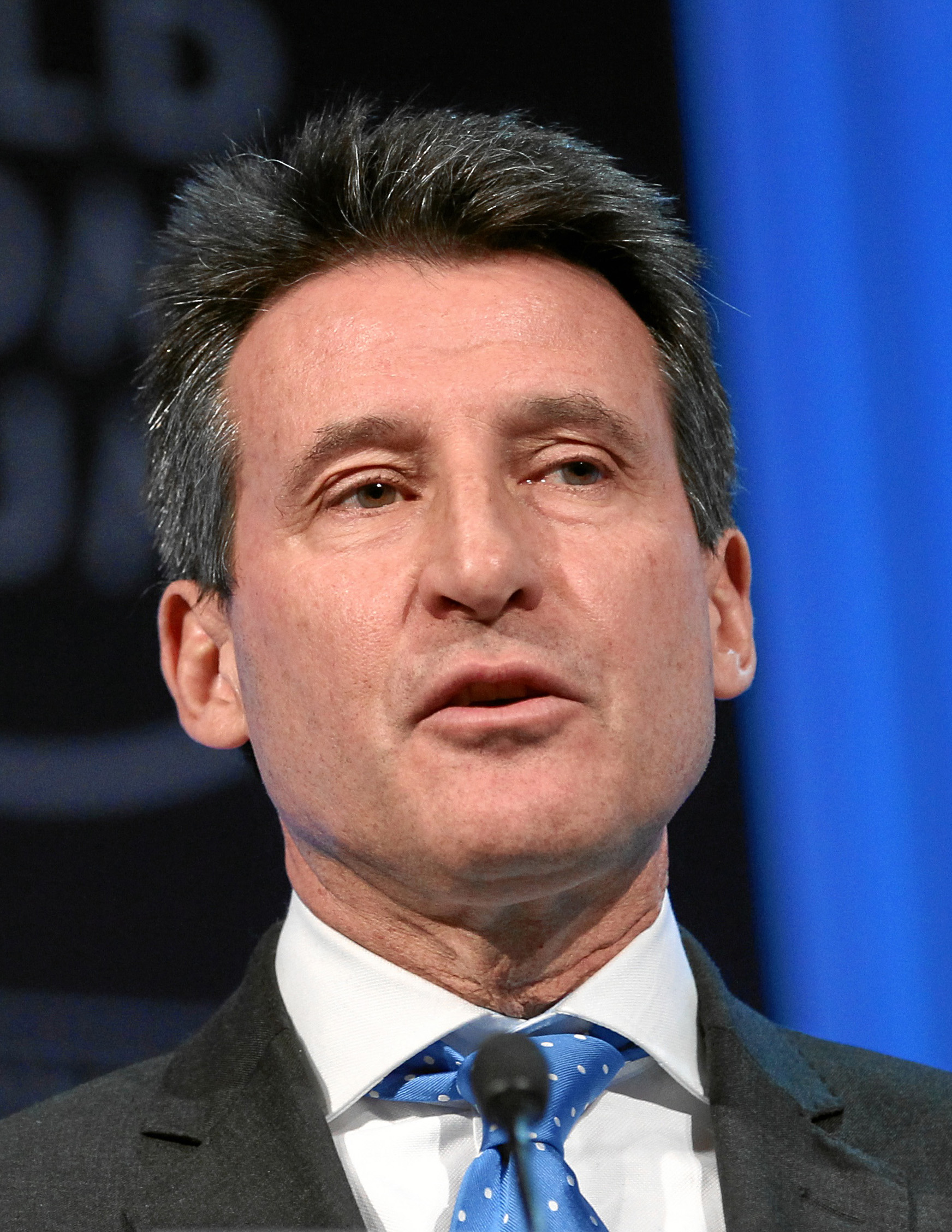
Sebastien Coe, presidente del Comité Organizador.

El Comité Organizador de los Juegos Olímpicos y Paralímpicos de Londres 2012 (en inglés: London Organising Committee of the Olympic and Paralympic Games, LOCOG) fue el planificador y organizador de los Juegos Olímpicos y Paralímpicos de 2012. Este comité fue conjuntamente fundado por el departamento de Cultura, Comunicación y Deportes del gobierno del Reino Unido, el alcalde de Londres y la Asociación Olímpica Británica y su naturaleza jurídica fue de sociedad limitada de garantía, que se trata de una forma legal para entidades sin ánimo de lucro dentro del sistema jurídico británico. El LOCOG trabajó en estrecha colaboración con la Autoridad Pública Olímpica, a quien le correspondió la planificación y construcción de las nuevas instalaciones e infraestructuras.
El 6 de julio de 2005 el Comité Olímpico Internacional eligió a Londres como sede de las XXX Olimpiadas frente a París, Madrid, Nueva York y Moscú, convirtiéndose en la primera ciudad en organizar tres veces los Juegos. El éxito de la candidatura londinense se debió en gran parte a la labor de su presidente, Sebastian Coe, y del primer ministro del Reino Unido, Tony Blair. El 7 de octubre de 2005 el LOCOG, con Sebastian Coe como presidente, fue formalmente establecido y celebró su primera reunión.